# Displaymanager

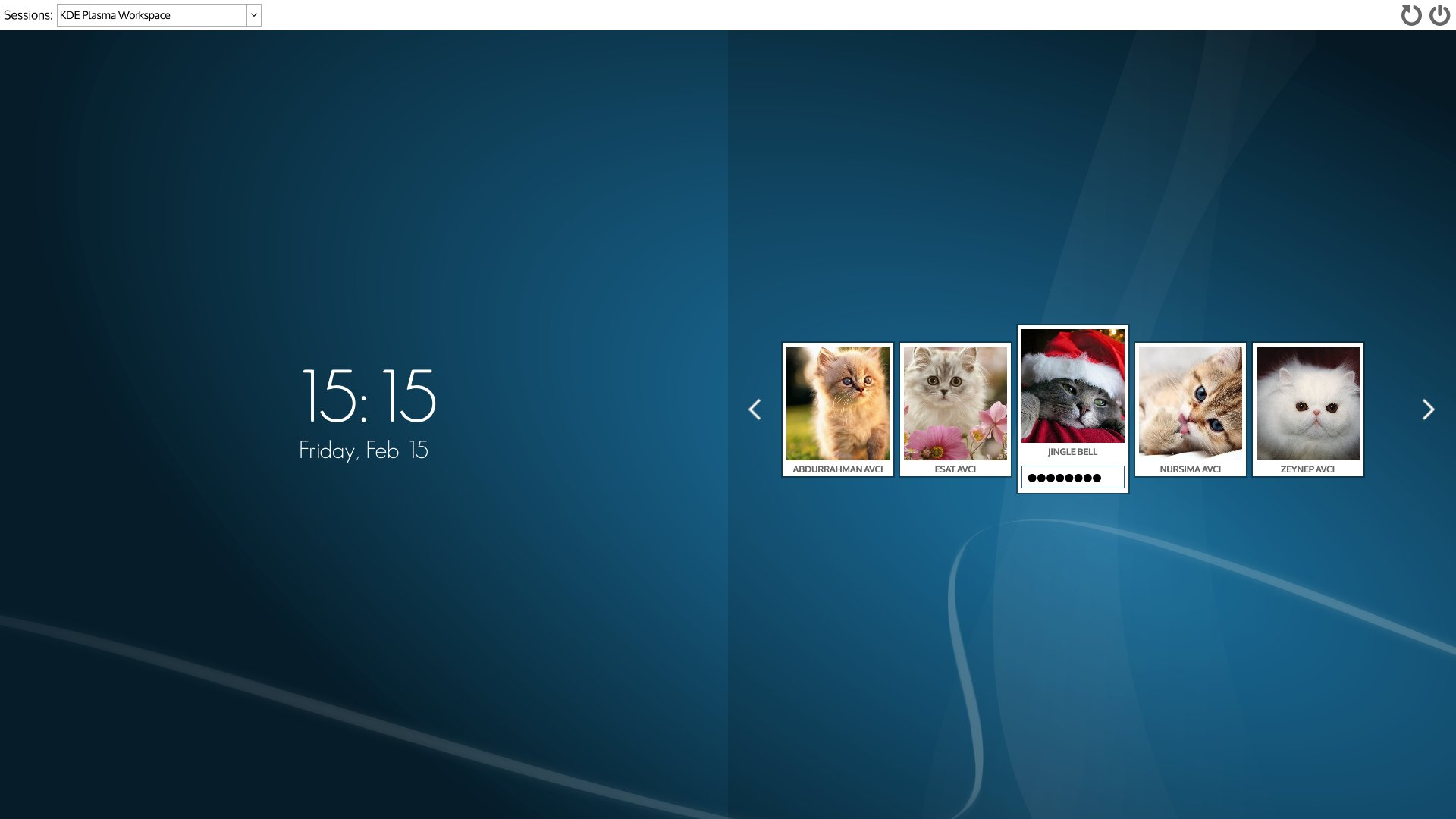
De SDDM-displaymanager

Een displaymanager (DM), grafisch inlogscherm of beeldbeheerder is een computerprogramma dat helpt bij het opzetten van een grafische X-sessie vanaf dezelfde of een andere computer. Indien de ingevoerde gebruikersnaam en wachtwoord een geldige combinatie vormen, wordt het bureaublad geladen. Een displaymanager is een standaard onderdeel van de meeste hedendaagse Linuxdistributies. Ook Windows en macOS beschikken over een grafisch inlogscherm, hoewel dit meestal geen displaymanager genoemd wordt.
Voorbeelden van displaymanagers zijn SDDM (KDE) en GDM (GNOME).

## Functies
Een sessie kiezen bij het inloggen hoort bijna altijd tot de mogelijkheden. Zo kan bijvoorbeeld gekozen worden tussen LXDE of GNOME, wanneer beide desktopomgevingen geïnstalleerd zijn.
Naast inloggen hebben de meeste displaymanagers ook nog andere functionaliteit, zoals het aanpassen van de achtergrond of automatisch inloggen bij het laden van de displaymanager. Ook thema's behoren tot de mogelijkheden van sommige displaymanagers.

## Lijst
Onderstaande lijst bevat (voormalige) displaymanagers voor Linux.
- GDM (GNOME)
- KDM (KDE - voormalig)
- LXDM (LXDE en LXQt)
- MDM (afsplitsing van GDM, ontwikkeld door het Linux Mint-team)
- SLiM
- XDM (X Window System)
- SDDM (KDE - huidig)
- TDM (TDE)